# Luke Wilkshire
Luke Wilkshire (ur. 2 października 1981 w Wollongong) – piłkarz australijski grający na pozycji pomocnika.

## Kariera klubowa
Wilskhire grę w piłkę rozpoczynał w znanej australijskiej szkole sportowej o nazwie Australian Institute of Sport, z której to pochodzi wielu znanych piłkarzy jak np. Harry Kewell czy Mark Viduka. Jednak jego pierwszym profesjonalnym klubem był już angielski Middlesbrough FC, trafił wówczas do drużyny juniorskiej tego klubu. W sezonie 2001 /2002 zadebiutował w Premiership, jednak na dobre nigdy na dłużej w zespole Boro nie zaistniał. W 2003 roku przeniósł się do klubu Bristol City, który gra w Football League One (odpowiednik 3 ligi). Po 3 latach gry w Bristolu zmienił otoczenie - latem 2006 wyjechał do Eredivisie i na zasadzie wolnego transferu przeszedł do tamtejszego klubu FC Twente.
W sierpniu 2008 za kwotę ok. 2 milionów euro przeszedł do rosyjskiego Dinamo Moskwa. Latem 2014 wrócił do Holandii i został zawodnikiem Feyenoordu. Na początku 2016 został piłkarzem Tereku Grozny. Latem 2016 wrócił do Dinama.
| Sezon   | Klub             | Kraj     | Rozgrywki           | Mecze | Bramki |
| ------- | ---------------- | -------- | ------------------- | ----- | ------ |
| 2001/02 | Middlesbrough FC | Anglia   | Premiership         | 7     | 0      |
| 2002/03 | Middlesbrough FC | Anglia   | Premiership         | 14    | 0      |
| 2003/04 | Bristol City     | Anglia   | Football League One | 37    | 2      |
| 2004/05 | Bristol City     | Anglia   | Football League One | 37    | 10     |
| 2005/06 | Bristol City     | Anglia   | Football League One | 36    | 5      |
| 2006/07 | FC Twente        | Holandia | Eredivisie          | 28    | 2      |
| 2007/08 | FC Twente        | Holandia | Eredivisie          | 31    | 3      |
| 2008    | Dinamo Moskwa    | Rosja    | Priemjer-Liga       | 11    | 2      |
| 2009    | Dinamo Moskwa    | Rosja    | Priemjer-Liga       | 27    | 0      |
| 2010    | Dinamo Moskwa    | Rosja    | Priemjer-Liga       | 26    | 0      |
| 2011/12 | Dinamo Moskwa    | Rosja    | Priemjer-Liga       | 39    | 0      |
| 2012/13 | Dinamo Moskwa    | Rosja    | Priemjer-Liga       | 17    | 0      |
| 2013/14 | Dinamo Moskwa    | Rosja    | Priemjer-Liga       | 23    | 0      |
| 2014/15 | Feyenoord        | Holandia | Eredivisie          | 18    | 0      |
| 2015/16 | Feyenoord        | Holandia | Eredivisie          | 0     | 0      |
| 2015/16 | Terek Grozny     | Rosja    | Priemjer-Liga       | 6     | 0      |
| 2016/17 | Dinamo Moskwa    | Rosja    | Pierwyj diwizion    | 6     | 0      |

## Kariera reprezentacyjna

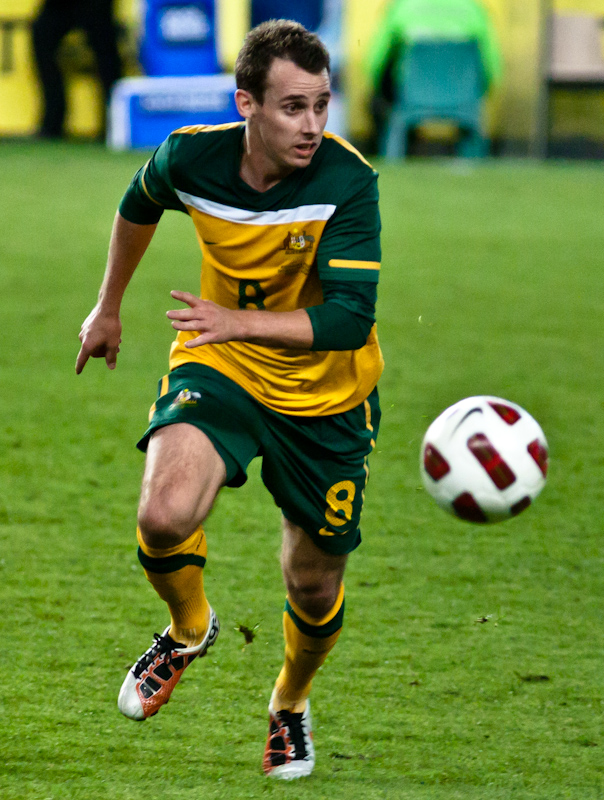

W reprezentacji Australii Wilkshire zadebiutował 9 października 2004 roku w wygranym 5:0 meczu z reprezentacją Wysp Salomona. Brał udział w Młodzieżowych Mistrzostwach Świata w 2001 roku w Argentynie, a także był członkiem kadry na Igrzyskach Olimpijskich w 2000 w Sydney. Został także powołany przez Guusa Hiddinka do 23-osobowej kadry na Mistrzostwa Świata w Niemczech. Tam wystąpił w 2 meczach – wygranym 3:1 z Japonią oraz w 1/8 finału, przegranym 0:1 z Włoch. W tym drugim meczu zaprezentował się wyśmienicie, jednak Socceroos przegrali wówczas w kontrowersyjnych okolicznościach po rzucie karnym w 95 minucie.